# Ivan Rovni
Ivan Andréievitx Rovni (en rus Иван Андреевич Ровный, Sant Petersburg, 30 de setembre de 1987) és un ciclista rus, professional des del 2006. Actualment corre per l'equip Gazprom-RusVelo.
En el seu palmarès destaca la victòria el Campionat del Món en ruta en categoria júnior.
Durant la disputa de la 16a etapa de la Volta a Espanya de 2014, es va veure implicat amb una baralla amb el ciclista de l'Omega Pharma-Quick Step, Gianluca Brambilla. Els dos corredors van ser exclosos de la cursa abans d'arribar a la meta.

## Palmarès en ruta
- 2005
  -  Campió del món júnior en ruta
  -  Campió d'Europa júnior en Ruta
- 2007
  - Vencedor d'una etapa del Tour de l'Avenir
- 2018
  -  Campió de Rússia en ruta

### Resultats al Giro d'Itàlia
- 2007. Abandona (14a etapa)
- 2011. 67è de la classificació general
- 2014. 46è de la classificació general
- 2015. 115è de la classificació general
- 2016. 36è de la classificació general
- 2017. 119è de la classificació general

### Resultats a la Volta a Espanya
- 2008. Abandona
- 2014. Exclòs (16a etapa)
- 2016. 99è de la classificació general

## Palmarès en pista
- 2006
  -  Campió d'Europa sub-23 en Puntuació

### Resultats a laCopa del Món
- 2005-2006
  - 1r a Los Angeles, en Persecució per equips
- 2006-2007
  - 1r a Sydney, en Persecució per equips